# Taskriout
Taskriout è un comune dell'Algeria, situato nella provincia di Béjaïa.